# Arvid Thörn
Arvid Thörn (Grängesberg, 13 febbraio 1911 – 2 dicembre 1986) è stato un calciatore svedese, di ruolo attaccante.